# Anton Könen
Anton Könen (* 17. Juli 1929 in Köln; † 7. August 2020 in Mechernich) war ein deutscher Heimatforscher und Postbeamter.

## Leben
Könen war beruflich 22 Jahre lang als Kraftpostfahrer für die Deutsche Bundespost tätig. Ehrenamtlich wirkte er als Heimatkundler und beschäftigte sich mit der Geschichte der Stadt Mechernich und ihren Ortsteilen. Die Ergebnisse seiner Arbeit veröffentlichte er in zahlreichen Ausstellungen, in Publikationen, sowie in Beiträgen lokaler Radio- und Fernsehsender. In Zusammenarbeit mit der Geschäftsfrau Maria Schwer veröffentlichte er ab 1989 neun Mundarthefte, die Mechernicher Verzällche.
2005 wurde er für seine Arbeit mit dem Rheinlandtaler ausgezeichnet.

## Veröffentlichungen
- 800 Jahre Lückerath. Hrsg.: Dorfgemeinschaft Lückerath. 1987, DNB 1128841754.
- Chronik Postamt Euskirchen: 1800–1900. 1990.
- 1100 Jahre Harzheim 893–1993. 1993.
- 1125 Jahre Weyer 871–1996. 1996.
- 100 Jahre Sport in Mechernich. 1997.
- Mechernich. Alte Bilder erzählen. Sutton Verlag, Erfurt 2000, ISBN 3-89702-231-1.
- 40 Jahre Festausschuß Mechernicher Karneval e. V. (1960–2000). 2000.
- Mechernich in alten Ansichten. Sutton Verlag, Erfurt 2008, ISBN 978-3-86680-317-6.
- Historische Kriminalfälle in der Nordeifel. Sutton Verlag, Erfurt 2012, ISBN 978-3-95400-015-9.